# (209635) 2005 BR1
2005 بي أر 1 (ويعرف أيضًا باسم (209635) 2005 بي أر 1 وفق تسمية الكوكب الصغير) (بالإنجليزية: 2005 BR1)‏ هو كويكب ضمن حزام الكويكبات؛ وترتيبه 209635 من حيث الاكتشاف.
اكتُشف هذا الجُرم الفلكي بواسطة جيمس ويتني يونغ في 17 يناير 2005.

## وصلات خارجية
- (209635) 2005 BR1 في قاعدة بيانات مختبر الدفع النفاث لأجرام النظام الشمسي الصغيرة

- الاكتشاف · مخطط المدار ·  العناصر المدارية · المعلمات المادية

- (209635) 2005 BR1 على موقع ويكي سكاي: DSS2, SDSS, GALEX, IRAS, Hydrogen α, X-Ray, Astrophoto, Sky Map, Articles and images